# Berufliches Gymnasium

Bildungsgänge im deutschen Bildungssystem

Das berufliche Gymnasium oder manchmal auch zusammenfassend Berufsgymnasium (kurz: BG beziehungsweise BGY; früher: Fachgymnasium) ist in Deutschland (oder in einigen Bundesländern) eine Schulform im berufsbildenden Schulbereich.

## Eigenschaften
Das berufliche Gymnasium ist ein drei-  oder sechsjähriger vollzeitschulischer Bildungsgang in der Sekundarstufe II (Klassen 11–13) bzw. der Sekundarstufe I und II (Klassen 8–13), der neben den allgemeinbildenden Fächern der gymnasialen Oberstufe auch ein berufsbezogenes Profilfach, wie zum Beispiel Wirtschaft (Wirtschaftsgymnasium) und Technik (Technisches Gymnasium), umfasst. Für den Besuch wird der Erweiterte Sekundarabschluss I (beziehungsweise Fachoberschulreife plus Qualifikation für die gymnasiale Oberstufe) vorausgesetzt, wobei bestimmte Zugangsvoraussetzungen miteinbezogen werden. So ist beispielsweise in Baden-Württemberg für die sechsjährige Form eine Versetzung in die 8. Klasse des Gymnasiums bzw. der Realschule erforderlich. Für Realschüler ist hierzu ein Notendurchschnitt von 3,0 (Mathematik, Deutsch, Englisch) notwendig. Ziel ist der Erwerb der allgemeinen Hochschulreife (Abitur), die den Zugang zu allen Studiengängen an den Universitäten, Gesamthochschulen und Fachhochschulen, aber auch den Weg in eine berufliche Ausbildung ermöglicht.
Abgängern wird nach der 12. Jahrgangsstufe unter bestimmten Voraussetzungen die Fachhochschulreife zuerkannt. In Brandenburg, Hessen, Baden-Württemberg und Niedersachsen wird maximal der schulische Teil der Fachhochschulreife anerkannt. Für die Fachhochschulreife selbst wird dann noch ein praktischer Teil (zum Beispiel eine Berufsausbildung oder ein einjähriges Praktikum) benötigt. Genaueres regelt die zuständige Schulaufsicht.
An Berufskollegs in Nordrhein-Westfalen ist es im beruflichen Gymnasium möglich, neben dem Abitur einen Ausbildungsabschluss (teilweise mit beruflichem Anerkennungsjahr) zu erhalten (Beispiel: Schwerpunkt Erziehungswissenschaft – Abitur und Berufsabschluss als Erzieher).

## Geschichte
In Baden-Württemberg sowie Rheinland-Pfalz, wo berufliche Gymnasien auf eine lange Geschichte zurückblicken können, wird schon seit jeher diese Bezeichnung verwendet. So wurde im Dezember 2016 der Tag des Beruflichen Gymnasiums – 50 Jahre Berufliches Gymnasium Baden-Württemberg begangen. Inzwischen gibt es in Baden-Württemberg sowohl staatliche als auch private berufliche Gymnasien.
Im  Saarland gab es bis in die 1990er-Jahre lediglich drei Standorte für berufliche Gymnasien: Wirtschaft in Saarbrücken und Technik in Dillingen und Völklingen. Zur Jahrtausendwende erfolgte der Ausbau der nun Oberstufengymnasien genannten Schulart; in diesem Zusammenhang wurde das Profil Gesundheit und Soziales eingeführt und ab dem Schuljahr 2018/2019 das Profil Allgemeinbildend. Mittlerweile befindet sich in jedem Landkreis bzw. im Stadtverband Saarbrücken mindestens ein Standort.
Beginnend mit dem Jahr 2002 wurden im Bundesland Bremen sukzessive berufliche Gymnasien aufgebaut. Seit 2006 gibt es 6 Berufliche Gymnasien.
Seit dem Schuljahr 2006/2007 wird das Fachgymnasium in einigen Bundesländern, z. B. in Brandenburg, offiziell „berufliches Gymnasium“ genannt.
In Schleswig-Holstein ist „Berufliches Gymnasium“ seit Ende 2007 die Bezeichnung für die früheren Fachgymnasien. Die Änderung entstand durch eine Novellierung des Schulgesetzes und die damit verbundene Einführung der Landesverordnung über das Berufliche Gymnasium (BGVO) vom 2. Oktober 2007.
Niedersachsen benennt seit dem Schuljahr 2010/2011 das Fachgymnasium in Berufliches Gymnasium um.

## Abgrenzung
Es gibt in Deutschland Institutionen, die ebenfalls den Abiturbildungsgang anbieten, ohne dass dies in der Bezeichnung der Schule erkennbar ist, wie etwa die Berufliche Oberschule Bayern oder die Kollegschule in NRW (ca. 1970–1990 neben dem bereits existierenden System Berufsschule existierend) sowie das jetzige Berufskolleg in Nordrhein-Westfalen, bei denen Berufskollegs mit Beruflichem Gymnasium dieses aber häufig auch in ihren offiziellen Namen aufnehmen.

## Fachrichtungen
Innerhalb dieses Rahmens existieren (in Deutschland) je nach Bundesland im Detail Unterschiede, insbesondere beim Angebot der Fachrichtungen. Häufig angebotene Fachrichtungen sind:
- Agrarwissenschaft,
- Bautechnik,
- Biotechnologie (siehe dazu: Biotechnologisches Gymnasium),
- Chemietechnik,
- Datenverarbeitungstechnik/Informationstechnik,
- Elektrotechnik,
- Ernährungswissenschaft,
- Erneuerbare Energien,
- Gestaltungs- und Medientechnik[5],
- Sozialwissenschaftliches Gymnasium
- Holztechnik,
- Maschinenbau,
- Medientechnologie, in NRW
- Gesundheit und Pflege,
- Technik (vergleiche: Technisches Gymnasium) sowie
- Wirtschaft (siehe auch: Wirtschaftsgymnasium)

Die Fachrichtungen können wiederum in Schwerpunkte (Profile) unterteilt werden.